# PRIDE 男祭り 2006
PRIDE 男祭り 2006 -FUMETSU-（プライド おとこまつり にせんろく ふめつ）は、日本の総合格闘技イベント「PRIDE」の大会の一つ。2006年（平成18年）12月31日、埼玉県さいたま市のさいたまスーパーアリーナで開催された。
大会キャッチコピーは、「誇りは、誰にも奪えない。」。

## 大会概要
PRIDE最後の大晦日興行。
ヘビー級タイトルマッチは、マーク・ハントが試合前の予想を大きく上回り健闘するも、エメリヤーエンコ・ヒョードルがノゲイラ、ミルコに続き3度目の王座防衛に成功した。
ジョシュ・バーネットとアントニオ・ホドリゴ・ノゲイラの再戦は、接戦の末ノゲイラが判定勝ちし、リベンジを果たした。
郷野聡寛はリトル清原をゲストに引きつれ入場、試合中の骨折により満足な試合展開は出来なかったものの近藤有己に5年前の雪辱を果たした。
青木真也はヨアキム・ハンセンを三角絞めの体勢からフットチョーク（公式記録はトライアングルチョーク）を極め一本勝ち。
総合格闘技デビュー戦となったアトランタオリンピック・シドニーオリンピックレスリング銅メダリストのエルダリ・クルタニーゼは、藤田和之にギブアップ負け。

## 試合結果
第1試合 ミドル級ワンマッチ 1R10分、2・3R5分
○  田村潔司 vs.  ミノワマン ×
1R 1:18 KO（サッカーボールキック）
第2試合 ライト級ワンマッチ 1R10分、2R5分
○  青木真也 vs.  ヨアキム・ハンセン ×
1R 2:04 トライアングルチョーク
第3試合 ウェルター級ワンマッチ 1R10分、2R5分
○  郷野聡寛 vs.  近藤有己 ×
2R終了 判定2-1
第4試合 ミドル級ワンマッチ 1R10分、2・3R5分
○  マウリシオ・ショーグン vs.  中村和裕 ×
3R終了 判定3-0
第5試合 ライト級ワンマッチ 1R10分、2R5分
○  ギルバート・メレンデス vs.  川尻達也 ×
2R終了 判定3-0
第6試合 ヘビー級ワンマッチ 1R10分、2・3R5分
○  藤田和之 vs.  エルダリ・クルタニーゼ ×
1R 2:08 KO（右アッパー→パウンド）
第7試合 ライト級ワンマッチ 1R10分、2R5分
○  五味隆典 vs.  石田光洋 ×
1R 1:14 KO（左ストレート→パウンド）
第8試合 ヘビー級ワンマッチ 1R10分、2・3R5分
○  ジェームス・トンプソン vs.  吉田秀彦 ×
1R 7:50 TKO（タオル投入：マウントパンチ）
第9試合 ヘビー級ワンマッチ 1R10分、2・3R5分
○  アントニオ・ホドリゴ・ノゲイラ vs.  ジョシュ・バーネット ×
3R終了 判定3-0
第10試合 PRIDEヘビー級タイトルマッチ 1R10分、2・3R5分
○  エメリヤーエンコ・ヒョードル vs.  マーク・ハント ×
1R 8:19 チキンウィングアームロック
※ヒョードルが王座の3度目の防衛に成功